# Aubin Hueber
Aubin Hueber (Tarbes, 5 aprile 1967) è un ex rugbista a 15 e allenatore di rugby a 15 francese, da giocatore mediano di mischia e, fino al 2011, tecnico degli avanti del Tolone.

## Biografia
Proveniente dalle giovanili del Tarbes, suo club di formazione, con il quale esordì anche in campionato; dal 1988 al Lourdes, con il club rossoblu trovò anche la Nazionale, nella quale esordì nel 1990 da titolare durante un test match contro l'Australia.
Trasferitosi al Tolone, vinse nel 1992 il campionato francese; con la Francia partecipò ai Cinque Nazioni del 1992 e 1993 (con vittoria in quest'ultimo) e poi alla Coppa del Mondo di rugby 1995 in Sudafrica con 3 incontri che per quasi 5 anni furono i suoi ultimi internazionali; fu chiamato altre due volte nel 2000, nella prima edizione del Sei Nazioni e poi in un test contro la Romania.
Il 2000 fu anche l'anno in cui Hueber lasciò il Tolone per trasferirsi ad Agen per una stagione, poi due stagioni di nuovo al Tarbes e infine, dal 2003 al 2006, anno del suo ritiro da giocatore, ancora una volta al Tolone nel quale, dal 2004, svolse anche il compito di allenatore degli avanti.
Tecnico della Nazionale francese Amateurs dal 2006 al 2007, nell'ottobre 2008 è stato richiamato al Tolone per l'incarico di tecnico aggiunto nello staff del neozelandese Tana Umaga, come allenatore degli avanti di mischia; nel 2011 è stato sollevato da tale incarico, pur rimanendo a disposizione del club per altri impieghi.
Nel 2007 commentò per TF1 gli incontri della Coppa del Mondo di Francia e, prima di tale evento, disputò un match internazionale non ufficiale tra le file del Belgio contro l'Argentina, vinto 36-8 dai sudamericani.

## Palmarès
- Campionati francesi: 1
Tolone: 1991-92